# Lysá nad Labem (zámek)
Zámek Lysá se nachází severovýchodním směrem od hlavního města Prahy v úrodném Polabí ve městě Lysá nad Labem. Interiéry zámku jsou dnes nepřístupné, neboť od roku 1961 slouží jako domov důchodců. Veřejnosti přístupný je však zámecký park, jenž se dělí na tzv. francouzský libosad a anglický park. Francouzský park je dekorován bohatou sochařskou výzdobou z dílen Matyáše Bernarda Brauna a Ignáce Františka Platzera. Součástí zámeckého areálu je i bývalý Klášter bosých augustiniánů a letní kino. Zámek, zámecký park i klášter jsou dnes chráněny jako kulturní památky.

## Stavebně-historický vývoj

### Architektura raného středověku
První možnou stavbou na zámeckém vrchu mohla být snad věžovitá stavba z 11. století. Podle Horyny její existenci dokládá listina z roku 1052, jenž hovoří o „turrem victam Lysa“. O „věži (turris) zvané Lysá“ hovoří ve své práci i Kuča, který zároveň tvrdí, že by se v případě potvrzení její existence, mohlo jednat o vůbec první doklad věžovité stavby opevněného sídla na našem území. O pravděpodobně stejném objektu se dočteme i v Otrubových Pamětech, ve kterých se můžeme dočíst o tvrzi, vystavěné knížaty pro správce jejich zboží. Velikým problémem při výzkumu raně středověké zástavby v Lysé, je lokalizace přesného místa, kde se jednotlivé stavby mohly přesně nacházet. V Lysé a jejím okolí se totiž vyskytují hned tři možná naleziště a to sice vyvýšenina Ostrov ve Staré Lysé, vrch zvaný Vinička a zámecký vrch v Lysé nad Labem. Dodnes nemůžeme s jistotou říci, na jakém místě zmíněná stavba mohla vlastně stát.

### Gotická architektura
Od 13. století můžeme zaznamenat na zámeckém vrchu gotický hrad s příkopy ve skále tesanými a s věžemi. Doba jeho založení zůstává však nejasná. Hrad byl pobořen za husitských válek, proto jej Smiřičtí nechali přestavět na hrad pozdně gotický. Za dnešní podobou zámku se tak skrývá gotický hrad, jehož stopy můžeme nalézt ve velké síle obvodových zdí jihovýchodní části hlavního (severního) křídla v přízemí. Východní polovina jižního traktu je rovněž podsklepena, prostory sklepů mají starobylý charakter a lze usuzovat na pozdně gotický hrad. Starší literaturou je pak zmiňován ve skále tesaný sklep běžící v příčné jižní části, čestného dvora.
Myšlenka výskytu gotické stavby v jižním průčelí hlavního zámeckého křídla byla potvrzena také při opravě průčelí zámku v roce 1992. V rámci této opravy bylo možné uskutečnit výzkum jižního průčelí hlavního zámeckého křídla. Po odhalení části zdiva na západní části průčelí, došlo k nálezu částečně zachovaného pískovcového gotického ostění ve druhé okenní ose patra. Toto gotické ostění potvrzuje domněnku o výskytu gotické stavby v hlavním zámeckém křídle.
Patrné stopy gotické zástavby nacházíme také ve Vogtově vyobrazení Lysé a jejího okolí z roku 1712. Na něm můžeme spatřit okrouhlou věž nejspíše gotického původu, nalézající se na místě dnešní kaple Tří králů.

### Renesanční architektura
Poslední zmínka o hradu pochází z doby panování krále Ferdinanda I., který v roce 1560 nechává přestavět hrad na renesanční zámek. Záminkou pro tuto přestavbu stal se mimo jiné také požár, jenž na zmíněném stavení vypukl roku 1558 a kromě hradu postihl i celé město. Po tomto požáru započala přestavba pod vedením dvorního architekta Ferdinanda I., Bonifáce Wolmuta. Zámek tehdy sloužil jako královské letní a lovecké sídlo. Kromě Wolmuta se do první fáze renesanční přestavby zapojil také Ulrico Aostalli de Sala (v pramenech uváděný v počeštělé podobě jako Voldřich Vostal). Ten dokončil roku 1564 první fázi renesanční přestavby, spojenou především se stavbou východního křídla. Ve stejném roce zemřel také český král Ferdinand I., po kterém se dle Otruby nazývá východní křídlo zámku jakožto lovecký zámek krále Ferdinanda.
Přestavba zámku pokračovala mezi léty 1592–1593 pod dohledem stavitele Martina Burmina. Ten ve zmíněné době dokončil přestavbu na renesanční zámek podle původního konceptu architekta Ulrica Aostalliho. Teprve po roce 1602 stavbu dovršil císařský dvorní stavitel Giovanni Maria Filippi. V té době vlastnil panství Rudolf II. Ten se do Lysé často uchyloval, zejména pak za časů morových ran. Lyský zámek užíval zejména pro účely lovu na zvěř.
Celá renesanční přeměna byla zaměřena především na severní (hlavní) a západní křídlo zámku. Západní křídlo bylo později zcela nahrazeno dnešním křídlem klasicistním. Toto zaniklé křídlo bylo jednopatrové a oproti dnešnímu klasicistnímu křídlu, o dost delší. V jeho východním průčelí se nacházela velká věž s renesančně působící bání s vysokou lucernou.
Hlavní křídlo bylo za vlastnictví Šporků pouze přestavěno, proto můžeme dnes v hmotě tohoto křídla nalézt mnoho stavebních prvků, připomínajících renesanční minulost zámku.
V jižním průčelí severního křídla zámku jsou to renesančně bosované ostění v přízemí a fragmenty renesančních sgrafit pod korunní římsou. Na východní straně severního křídla je to renesanční sgrafito, z kterého můžeme usuzovat, že severní křídlo mohly tehdy krýt dvě souběžné, podélné sedlové střechy. Toto sgrafito nám také naznačuje, jak asi mohly vypadat tehdejší renesanční štíty.
Renesanční období je ještě patrné v přízemních klenbách hlavního křídla. Tyto klenby pochází nejspíše z období třetí čtvrtiny 16. století.

### Barokní architektura

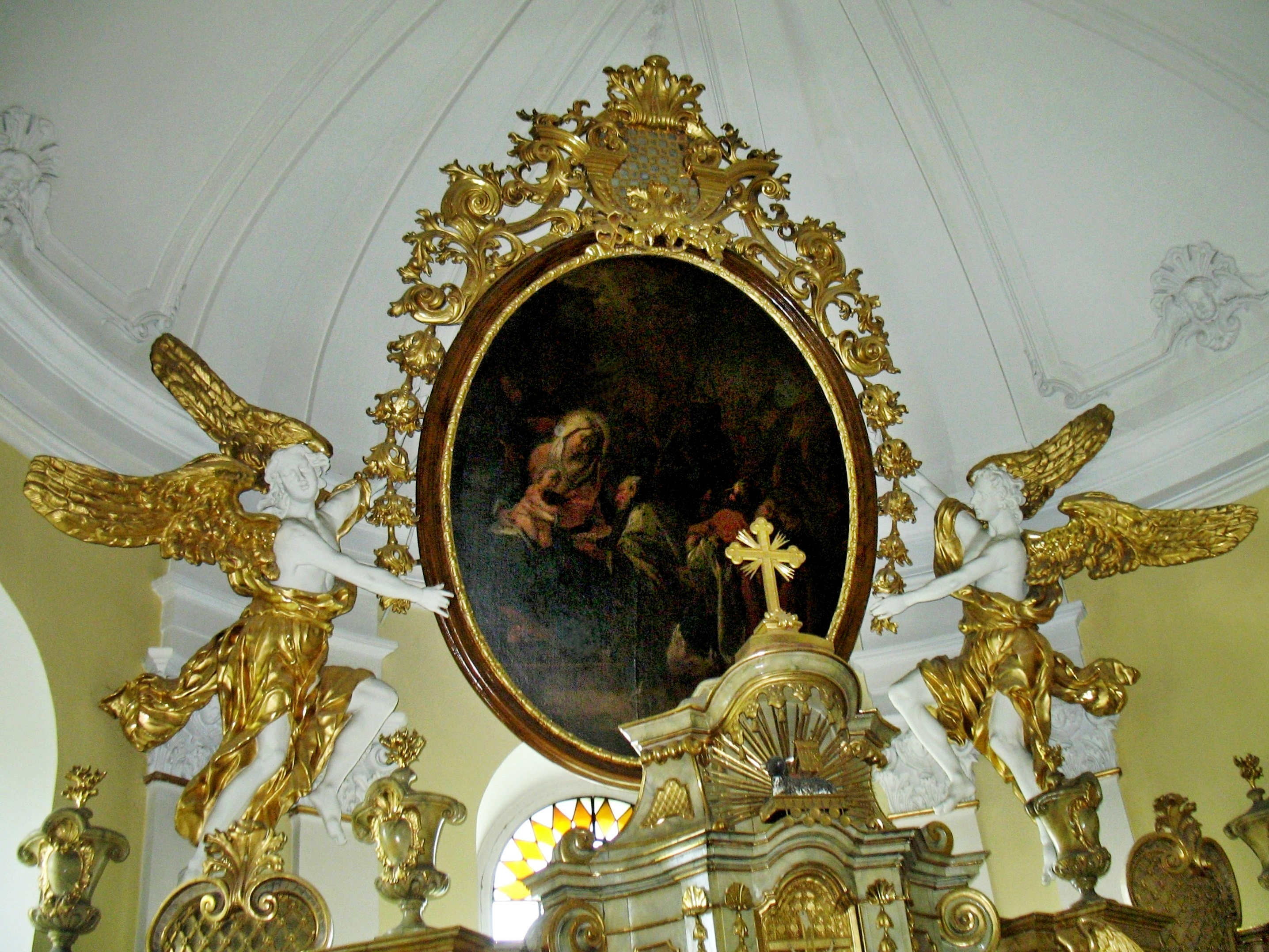
Oltář v barokní kapli Tří králů, postavené na základech starší věže

K dalšímu významnému zásahu do vzhledu zámecké stavby došlo v době vlastnictví Šporků. Na popud Jana Šporka byla zahájena v druhé polovině 17. století raně barokní přestavba východního křídla zámku. V této celkové barokní renovaci zámku pokračoval poté i jeho syn František Antonín Špork, který od roku 1696 postupně nechává upravit severní křídlo v rámci něhož nově zřizuje i kapli. Novou kapli svěcenou po přestavbě roku 1700 na zámku lze patrně hledat v přízemí jižního traktu hlavního křídla na východní straně, kde je na osu velkého sálu (nynější kuchyně) připojen velký barokní výklenek (patrně kněžiště). Františkova velkolepá barokní přeměna je poté dokončena mezi léty 1738–1739, kdy dochází k přeměně interiéru východního křídla, k rozšíření západního křídla o jedno patro a k výstavbě nové barokní kaple Tří králů. Údajným autorem tohoto velkolepého Františkova projektu byl Giovanni Battista Alliprandi. Tento věhlasný italský architekt významně přispěl k formování vrcholného baroku u nás. V jeho stavbách nacházíme principy architektury vídeňské, jež po vítězných válkách s Turky nabývala na významu v souvislosti s rozmachem města a formováním tzv. říšského slohu. Kromě výstavby a přestavby zámku se věnoval František Antonín Špork i budování nového poutního a klášterního areálu při rotundě sv. Desideria a kostelíku Narození Panny Marie.

### Klasicistní architektura
Zámecká budova prochází kolem roku 1755 klasicistní přestavbou. Stavební změny zasáhly především západní zámecké křídlo, které bylo v rámci této revitalizace zcela strženo a nahrazeno klasicistní novostavbou. Důvodem této stavební změny byly nejspíše statické poruchy, způsobené barokním nastavěním druhého patra na renesanční objekt. Další úpravy se týkaly poté hlavního křídla. To bylo nově upraveno a dekorováno rovněž v duchu architektury klasicistní. Kaple Tří králů a východní křídlo zámku nebyly touto přestavbou nijak zasaženy.
Autorem celé této revitalizace byl nejspíše rakouský architekt Antonín Haffenecker, který v Čechách proslul dostavbou severního křídla Pražského hradu, či třeba dozorem nad stavbou původně Nosticova, dnes Stavovského divadla.
V letech 1812–1815 je poté dostavěno ještě jižní klasicistní křídlo zámku, které jest však pobořeno již roku 1862. Po poboření klasicistního křídla, se nesetkáváme již z žádnou větší stavební přestavbou, jež by měla zásadnější vliv na celkový vzhled zámku.

## Zámecké interiéry
Z původního zařízení zámku podle Fojtů nezbylo nic.Dochované jsou však nástropní malby v několika hlavních sálech severního křídla. Tyto fresky pochází z doby, kdy vlastnil panství František Antonín Špork.

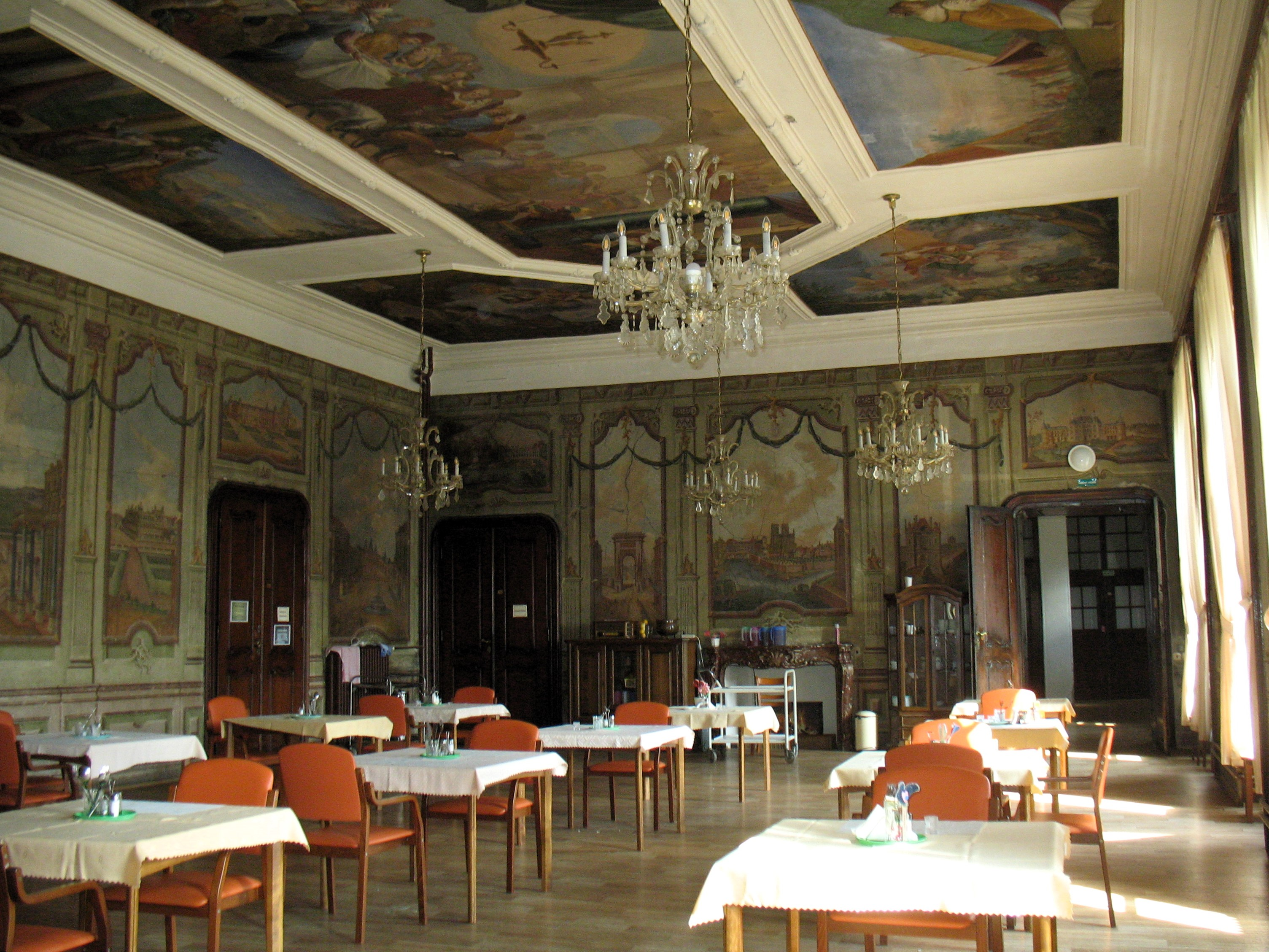
Výzdoba sálu v prvním poschodí

### První poschodí
V prvním patře hlavního křídla se nachází první sál s malbami. Sál je situován na východ od dvouramenného klasicistního, hlavního schodiště. V této veliké obdélné místnosti se šesti vchody a okny nalezneme na plochém stropě fresky zobrazující antické a starozákonní výjevy. Uprostřed stropu se dle Bareše nachází hostina Mene tekel peres. Na stěnách můžeme obdivovat klasicistní fresky zpodobňující pohledy na francouzská města a zámky. Strop tohoto sálu je dekorovaný raně barokními freskami. Uprostřed vidíme alegorický cyklus zpracovávající příběh Adama a Evy.

### Druhé poschodí
Druhé patro opakuje dispozice patra nižšího. Nalezneme v něm i podobný sál, sálu předchozímu. Stěny v tomto sále dekorují fresky zobrazující výjevy z bitev generála Jana Šporka. Je zde i zobrazena jeho nejslavnější bitva s Turky u sv. Gottharda v Uhrách roku 1664. V této bitvě generál slavně zvítězil na straně císařského vojska a vysloužil si tím ve stejném roce povýšení do stavu dědičných říšských hrabat. V dalších sálech nalezneme ještě pozdně barokní dekorace z druhé poloviny 18. století.

## Zámek ve filmu
Zámek je jednou z lokalit, které se objevují v seriálu Trpaslík (režie Jan Prušinovský, 2017).

## Fotogalerie

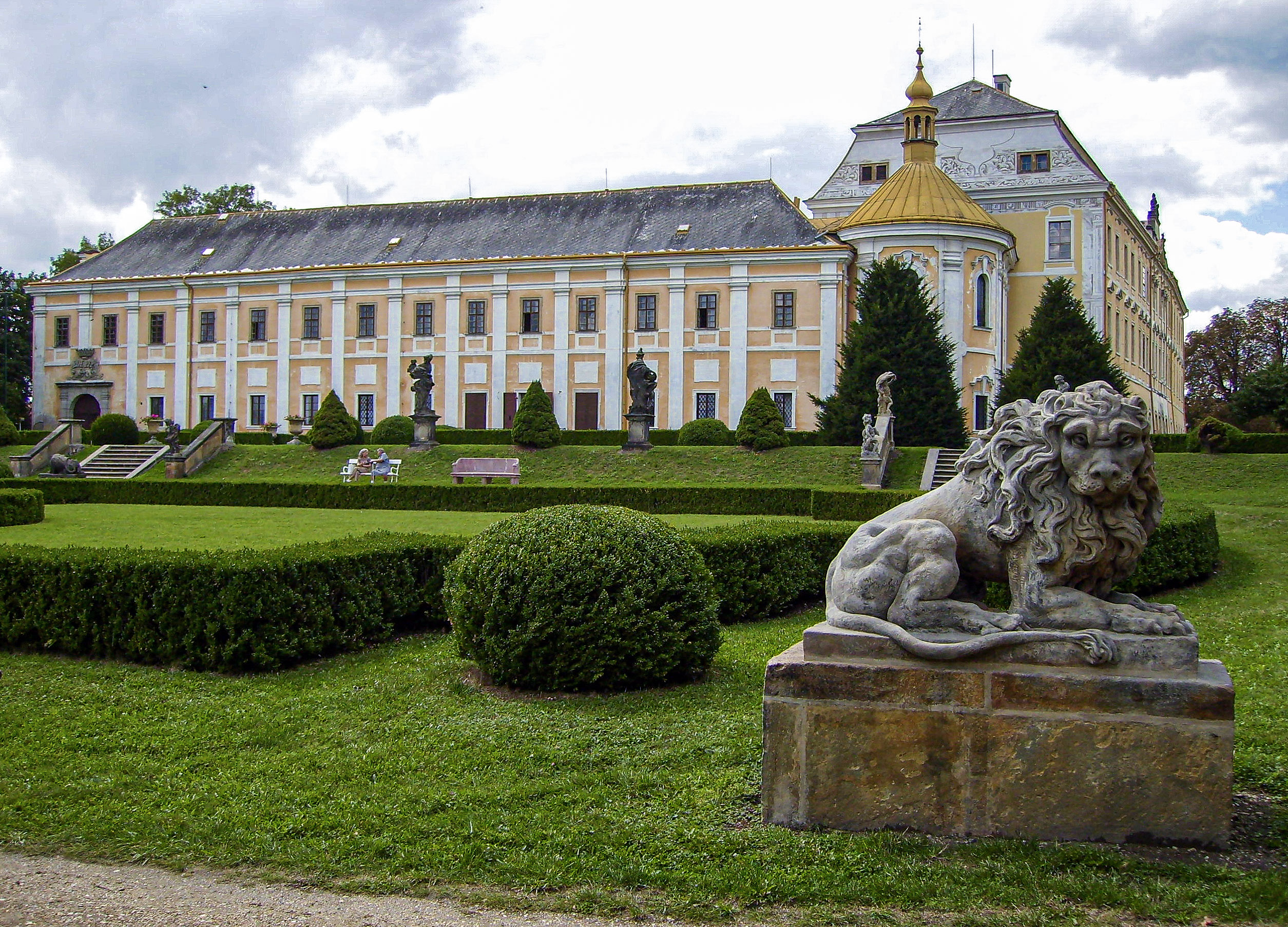
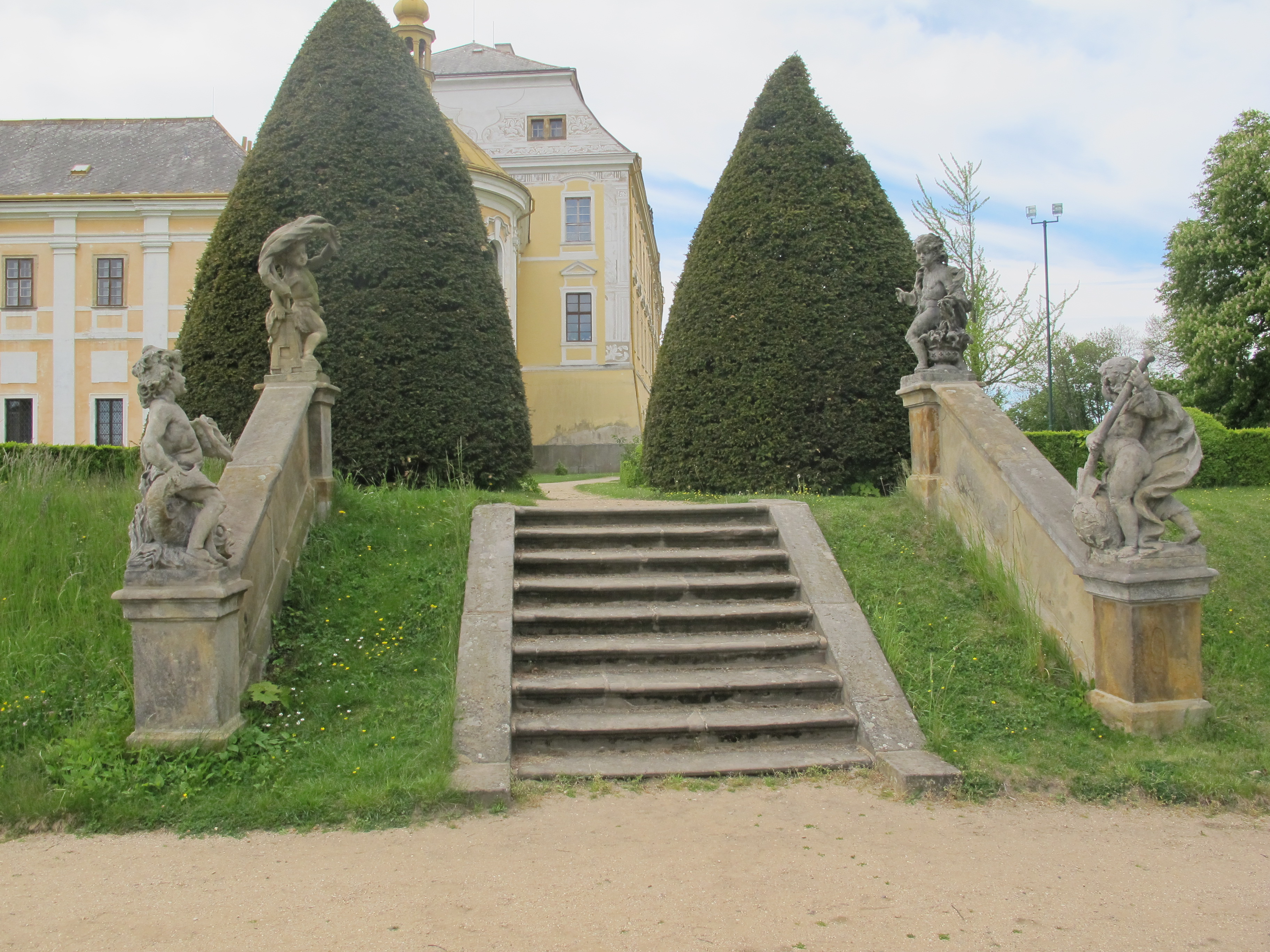
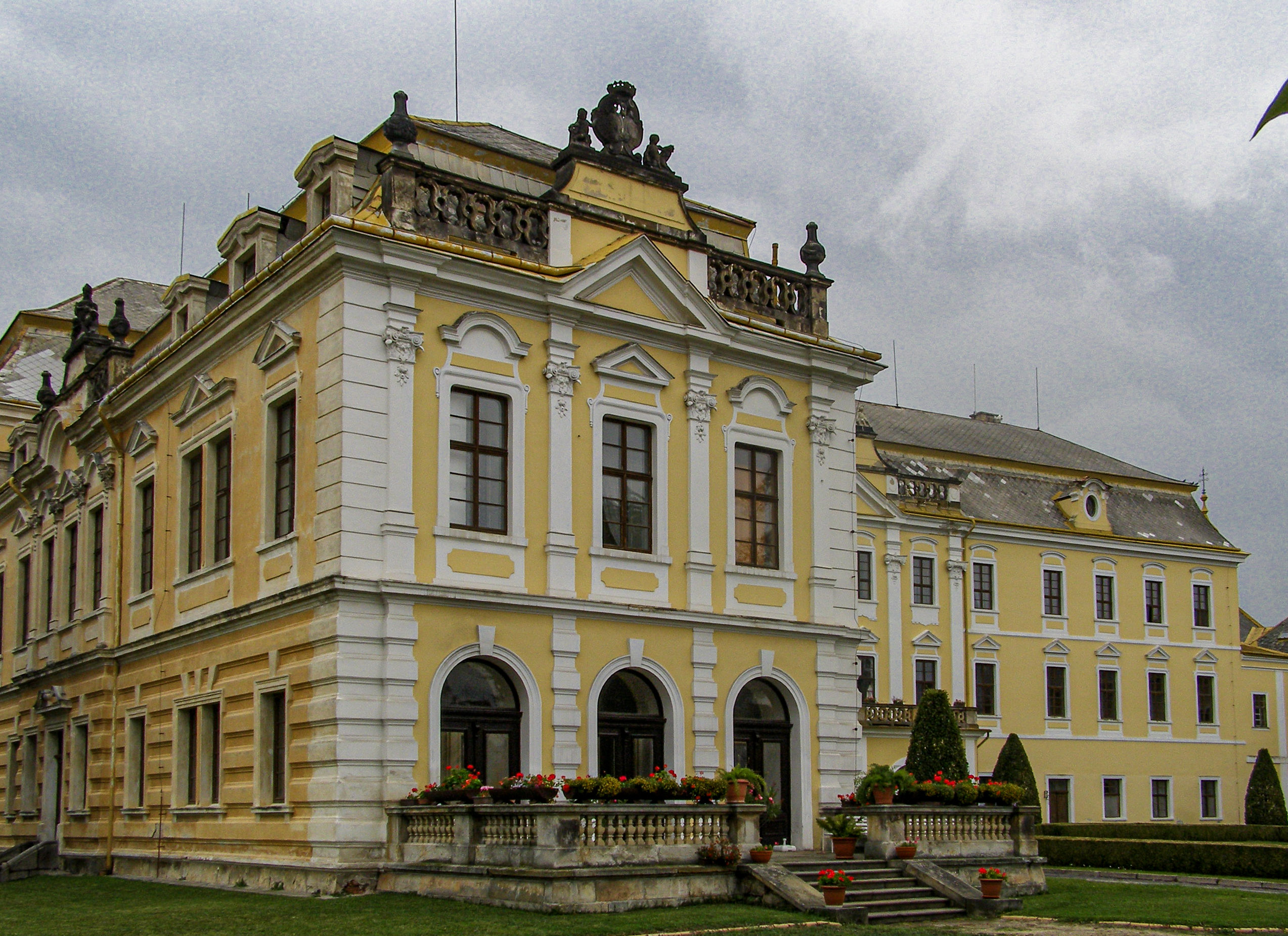
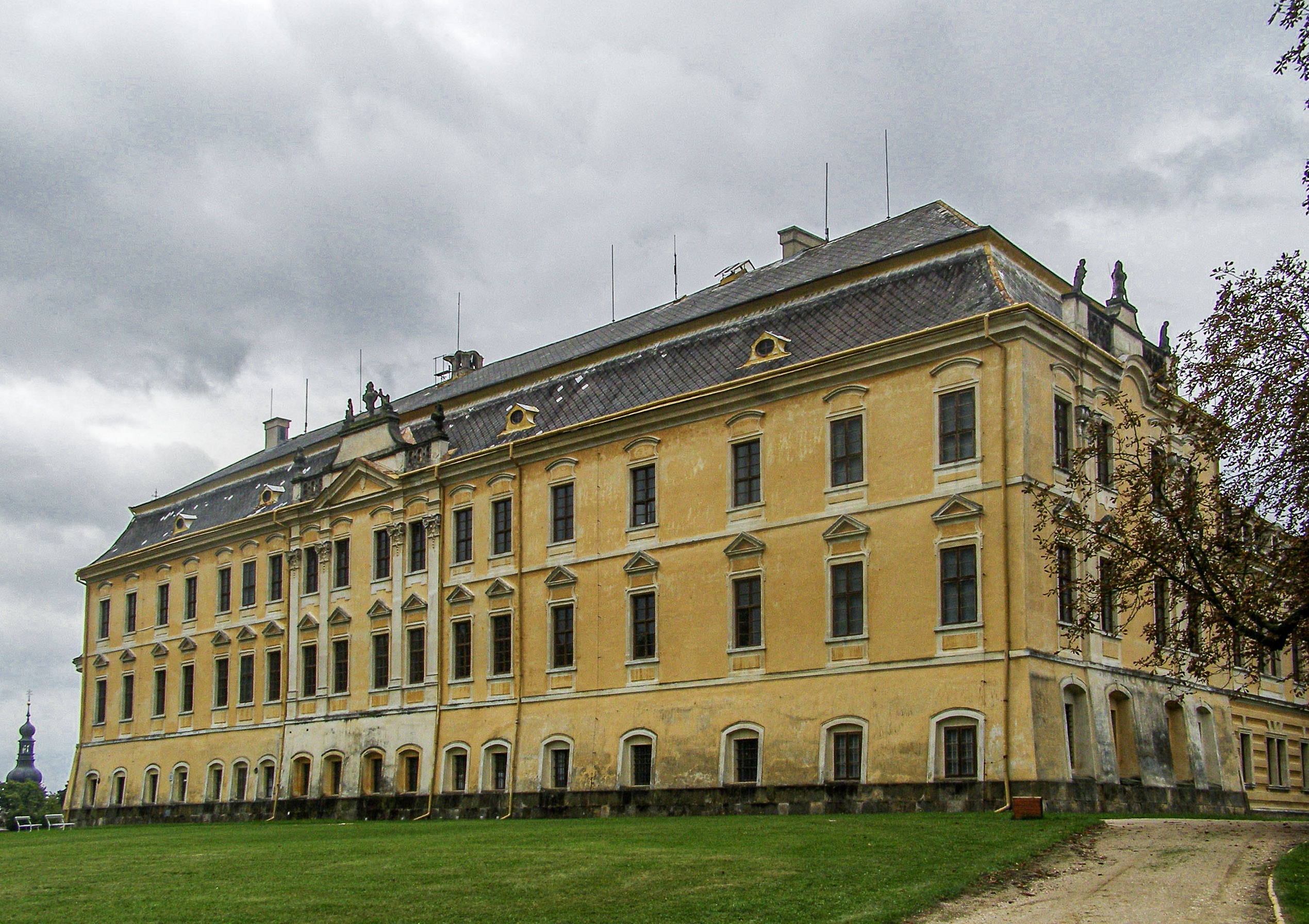
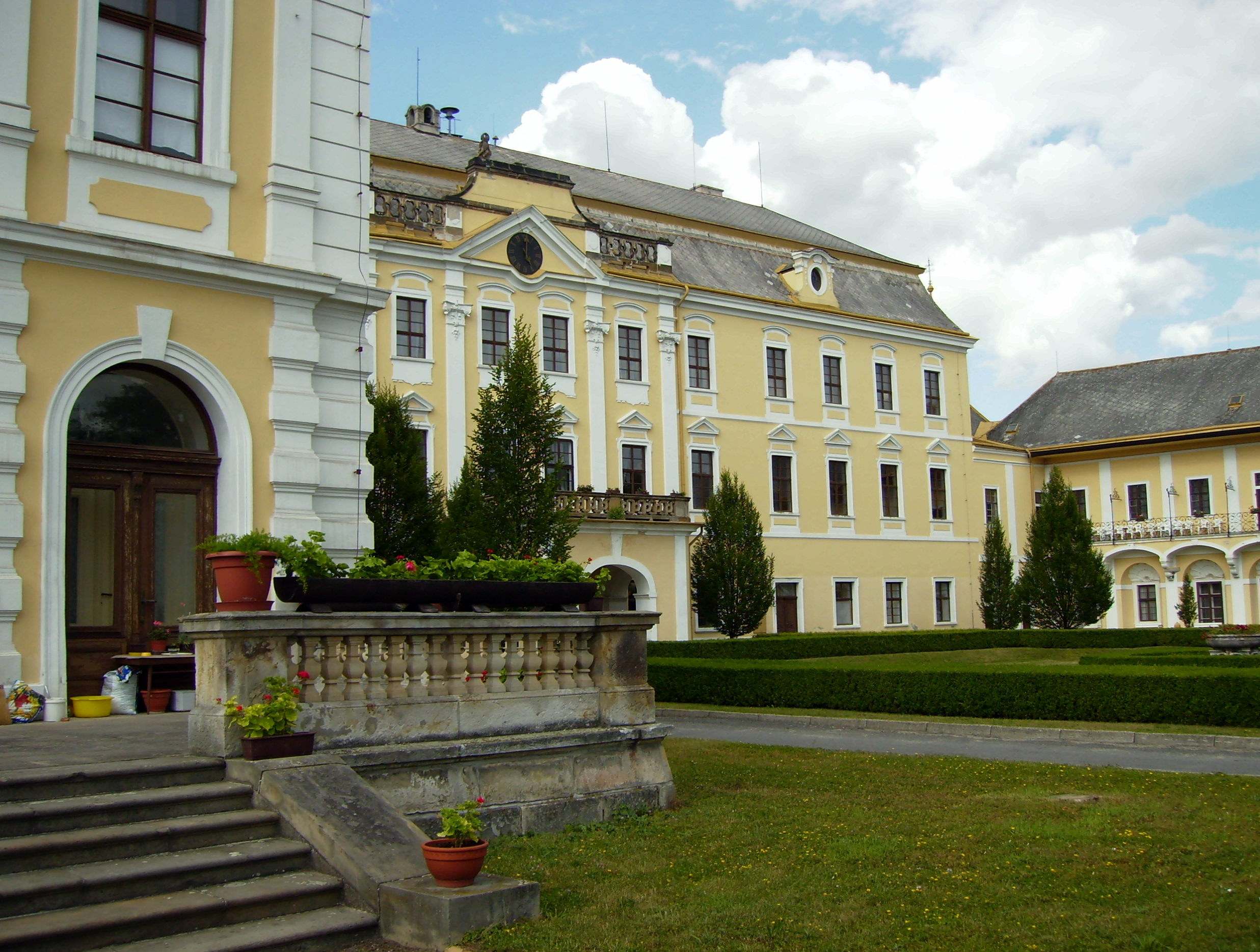
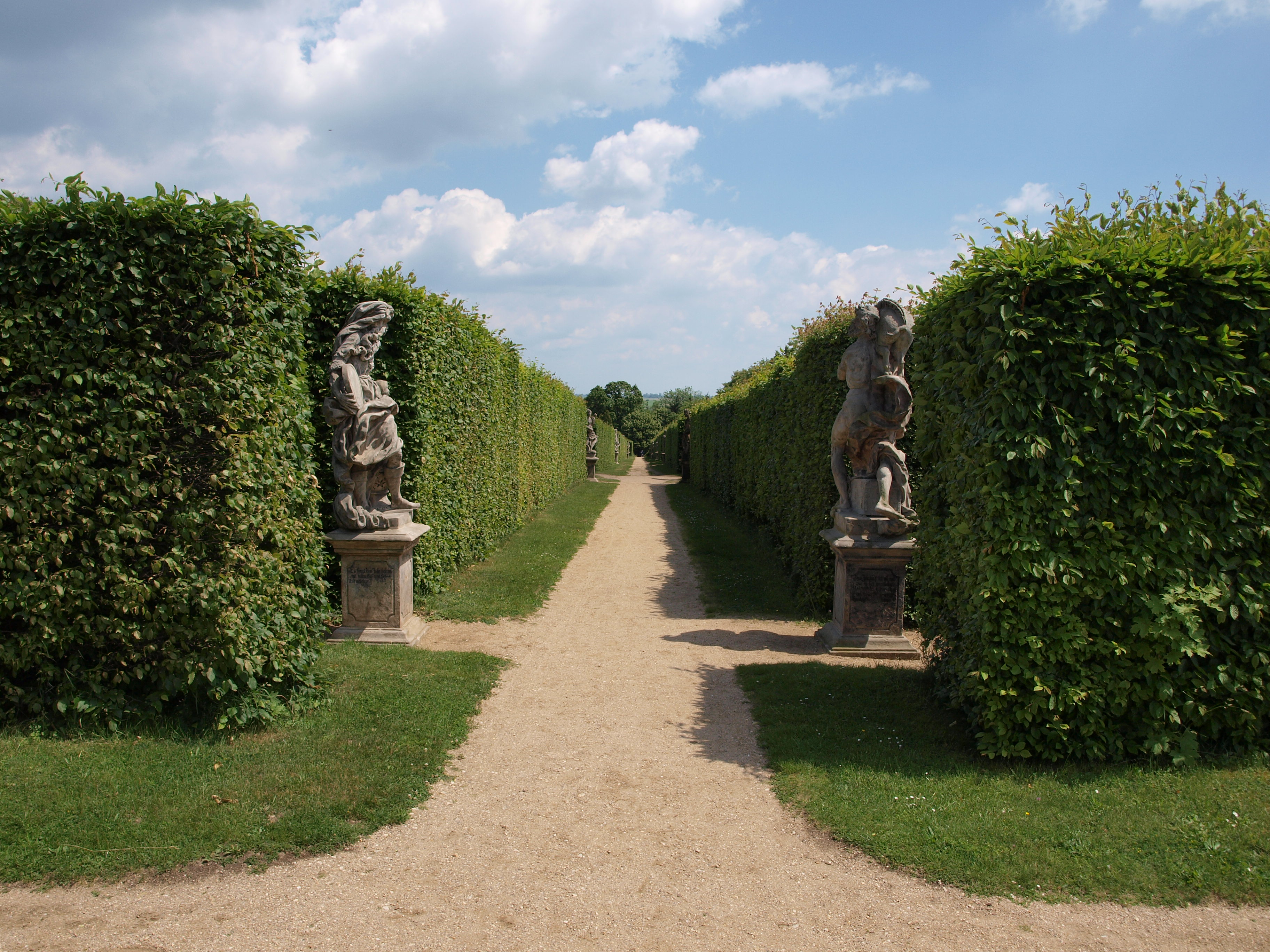
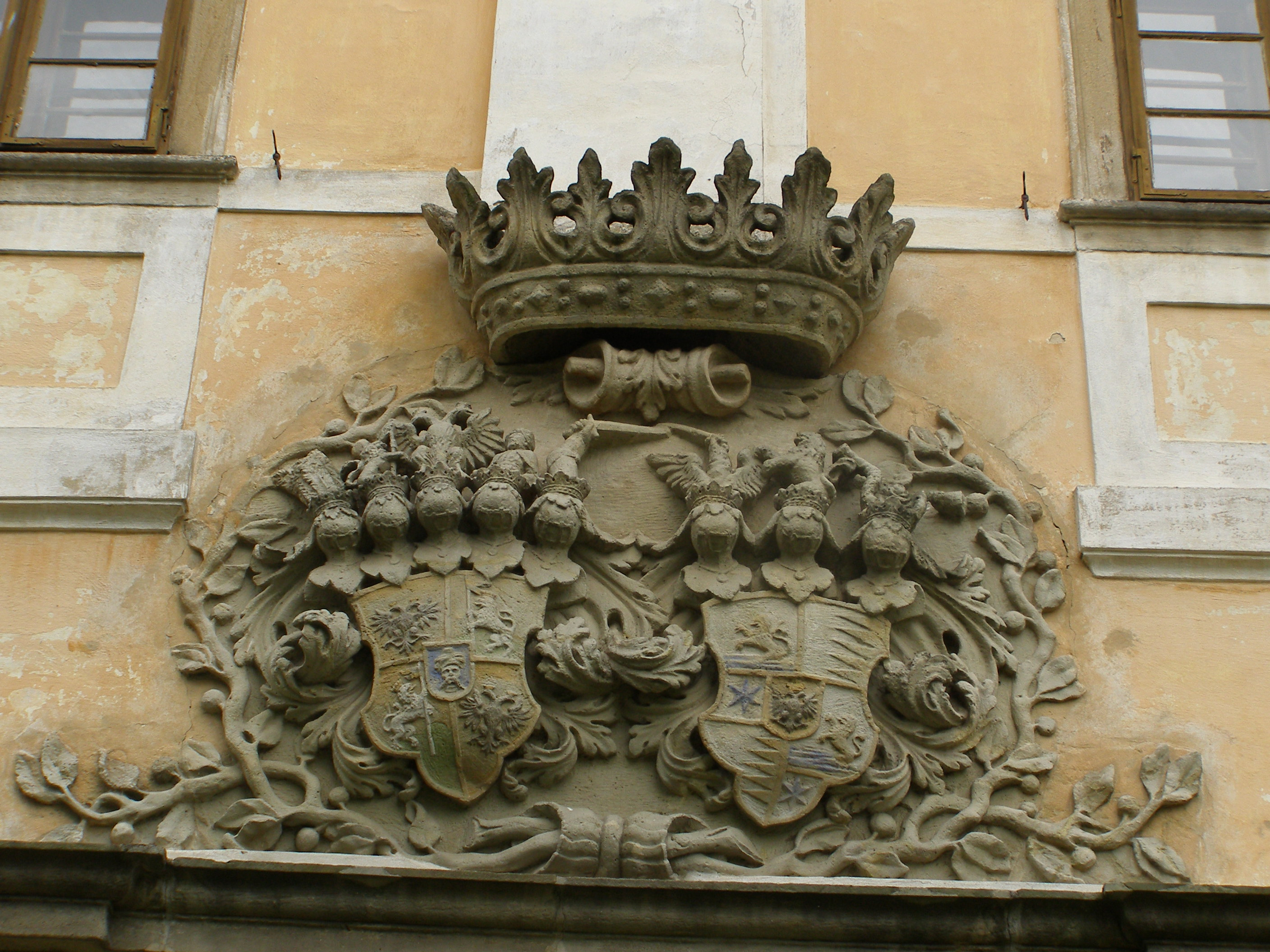
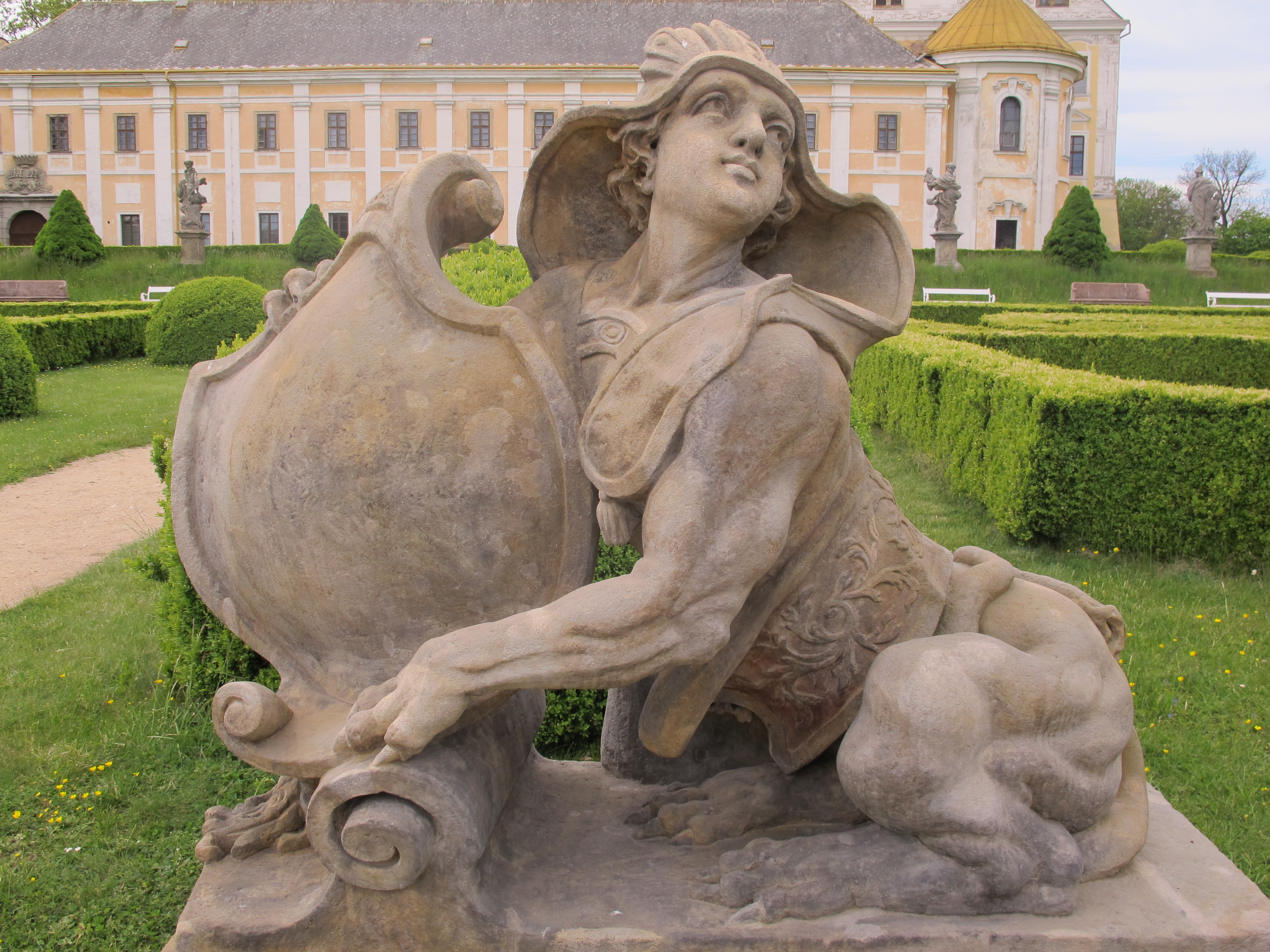
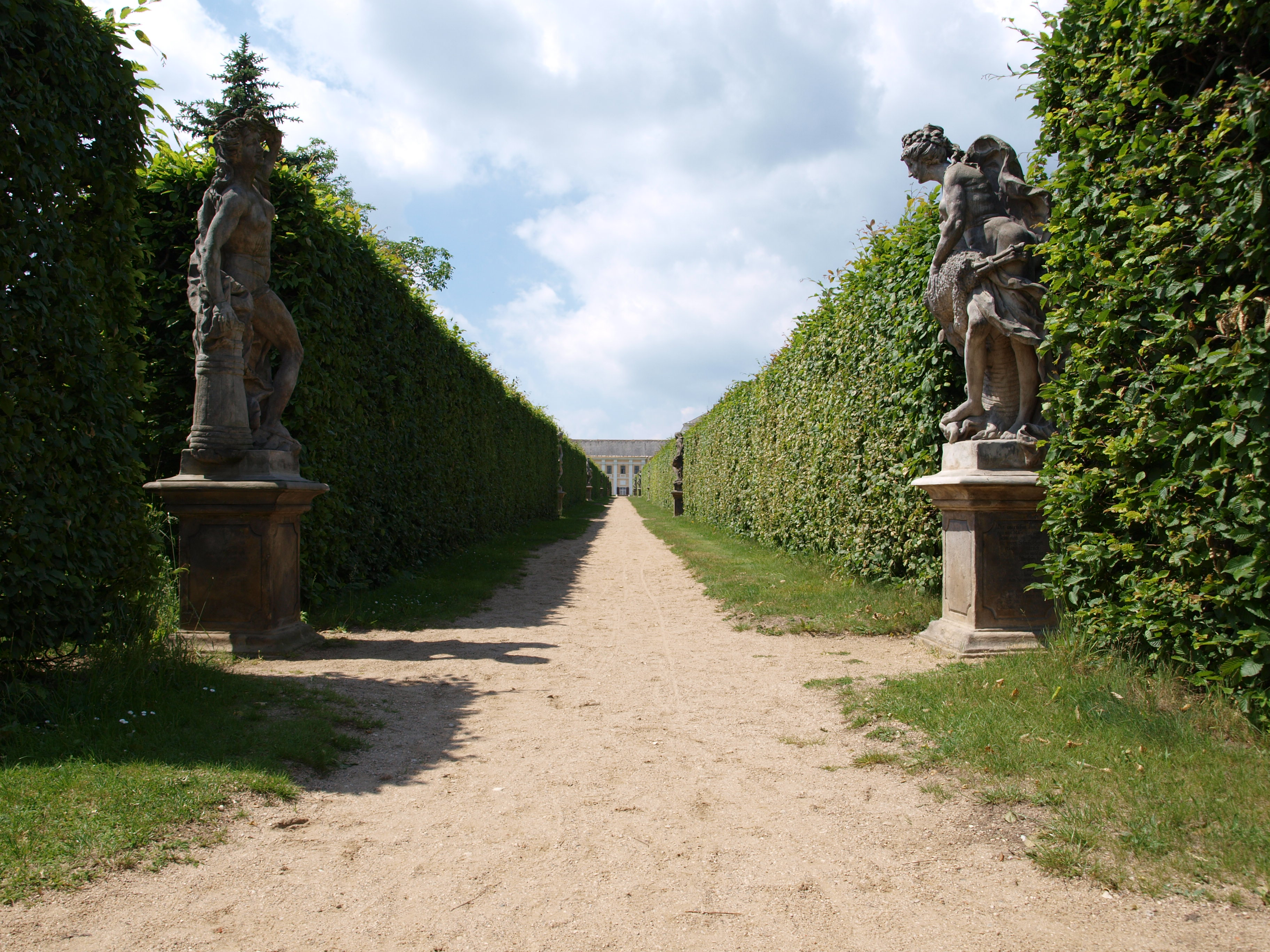